# ゼーガペイン
『ゼーガペイン』（ZEGAPAIN、是我痛）は、サンライズ製作のSFロボットアニメ作品。2006年4月6日から同年9月28日までテレビ東京系列で毎週木曜日 18:00 - 18:30に放送された。また、BSジャパン及びAT-Xでも同時期に放送された。

## 沿革
テレビアニメはメディアミックスプロジェクト「プロジェクトゼーガ」の一環として作られており、アニメ本放送同年にゲームソフト2作品がXbox 360で販売され、アニメ放送終了から3年後の2009年には小説『ゼーガペイン 忘却の女王』『ゼーガペイン 喪失の扉』が発売された（ゲームの詳細はゼーガペイン (テレビゲーム)を参照）。他に、アニメの番外エピソード3篇を収録したドラマCD「OUR LAST DAYS」も制作された。
2010年9月に、Blu-ray BOXが受注限定生産でバンダイビジュアルより発売された。作品の舞台となった舞浜で記念イベントが開催され、朗読劇『ゼーガペイン・リーディング 消されぬ想い』が上演された。最終回後を描くオフィシャルなエピソードだが、再演やソフト化はされていない。
2013年、「パチスロゼーガペイン」が稼働。アニメパートは新規に制作されており、ラストシーンを始め、オリジナルにはないカットが随所に追加されている。台詞はオリジナルのキャストにより新たに収録された。
2015年、8月31日、テアトル新宿で「ゼーガペイン プロジェクトリザレクション 8.3.1.2015」が一夜のみ上映された。第21～26話に「パチスロゼーガペイン」用の新規映像を交えて再編集を施し、新規のオープニングを加えた約100分の長篇作品となっている。
2016年3月、AnimeJapan2016にて複数の企画が発表。放送10周年を記念して、BD-BOXの一般発売が決定。さらに、新作カットを入れ再編集した新解釈の劇場版『ゼーガペインADP』が、10月15日から新宿ピカデリーなどで公開。また、テレビアニメでは名前だけ登場した「カノウトオル」らのキャラクター設定画が公開された。
2016年8月に開催された「サンライズフェスティバル2016満天」にて『超圧縮・ミズハナ編』として公開された、第6話から第16話までの物語（アルティールがデータを奪取されてからリョーコがサルベージされて不完全復活するところまで）を再編集した特別編集版『ゼーガペイン Memories in the shell』が同年10月8日と12月24日、テレビ埼玉にて地上波放送された。
2019年、高島雄哉によるスピンオフ小説『エンタングル：ガール』が東京創元社より刊行された。2020年、同作者による新作小説が刊行予定であることが発表された。
2023年に、新プロジェクト「ゼーガペイン PROJECT REUNION」（プロジェクト・リユニオン）が始動し、その一環として後日譚となる「オルタモーダ編」の制作を発表。2024年8月16日に「オルタモーダ編」を含んだ劇場版『ゼーガペインSTA』が公開。
続編企画として『ゼーガペイン・ゼロ』がある。アニメ化のほか、舞台版も検討されていた。その構想の一部は、朗読劇「消されぬ想い」や劇場版『ゼーガペインADP』にも反映されている。『ゼーガペイン ファイル サルベージ』に掲載された設定資料によれば、シリーズでは描かれなかった「冬」が舞台となる。

## ストーリー
舞浜市に住む高校生のキョウは、自分が中学時代に起こした暴力事件が原因で廃部寸前となった水泳部を立て直そうと必死になっていた。そんなある日、ミステリアスな雰囲気のシズノ先輩と出会う。そしてキョウは彼女に呼ばれ、生徒会長のシマが司令を務める戦艦「オケアノス」へと召喚され、人型兵器「ゼーガペイン・アルティール」に乗り、「ガルズオルム」と呼ばれる敵と戦うこととなる。キョウはゼーガペインの存在する無人の都市群を、ゲーム内の架空世界だと信じ込む。
だが、違和感に気付いたある日、ゲームだと思っていた荒廃した世界こそが現実であり、キョウが高校生活を送る舞浜市のほうが量子コンピューターサーバー内で処理されている仮想空間であることを知る。生物としての人類は既に滅亡しており、自分も幼なじみのカミナギ・リョーコも「幻体」と呼ばれる人格記憶体であり、コンピューターに保存されたデータでしかないという衝撃の事実を告げられる。
その昔、ナーガという科学者が量子コンピューターを実用化した。やがて彼がCEOを務めるI.A.L社は軍事分野などにも手を伸ばし巨大コングロマリットへと成長。そして間もなく、致死率98%の「オルム・ウィルス」が世界中に蔓延した。人類は死を回避するため、世界各地に作られた量子サーバーの中で、人間の記憶や思考・人格・肉体の特徴などをデータ化した「幻体」となって生きることを余儀なくされた。思想や宗教上の理由で幻体化を拒んだ人も多くいたが、疑心暗鬼に陥った人々は世界各地で戦争を始め、世界人口はわずか数年で激減し、ついにサーバー内の幻体だけが残されたのだった。
しかし、それらはすべてナーガによって仕組まれたものだった。ナーガはかねてより時間の加速した量子サーバー内で人間を進化させる「無限進化」を提唱しており、それを実現するためにウィルスを使って人類を追い詰めたのだった。その後ナーガはガルズオルムを組織し、I.A.L.社のロボットを使い、環境実験空間「デフテラ領域」を世界中に作り始めた。だが、ループを観測しサーバーコントロールから離れた存在「セレブラント」達は対抗組織「セレブラム」を設立。彼らはシマが開発した「ゼーガペイン」を始めとする光装甲を纏った「ホロニックアーマー」に乗り、荒廃した現実世界でガルズオルムと戦い続けていた。
また、キョウも以前からセレブラントの一員であり、シズノと共に戦っていた。しかし、先の戦闘で重症を負い、記憶を含めて初期化されていたのだった。自分たちがデータでしかないことを改めて知ったキョウは激しく苦悩するが、命がけの戦いや、友人との喧嘩、仲間の死を体験するうちに、幻体であっても心があり、痛みも感じる自分たちは間違いなく「生きている」ことを実感する。そして幼馴染のカミナギを新たなパートナーとして迎えたキョウは、決意を新たに戦いに身を投じると同時に、学園での青春を謳歌してゆく。
しかし、ガルズオルムはゼーガペインのデータを奪い、アンチゼーガを開発する。バックアップデータから何度でも蘇るガルズオルムの兵士・アビスとシンが乗るアンチゼーガ・コアトリクエの攻撃によって、カミナギが戦闘不能に陥ってしまう。そしてさらに残酷な事実を知ることとなる。それは、夏が終わる頃、量子サーバーが一度初期化されること。莫大な情報を処理できる量子コンピューターにも限界があり、西暦2022年8月31日の午後0時になれば同年の4月5日に戻ってしまい、友人との仲直りも、水泳部の復興も、全てがなかったことになってしまうのだった。キョウは残されたデータによって奇跡的に回復したカミナギを拠り所として、再び実体のある人間に戻ることを目標に戦い続けることを決意する。そして最終決戦の時が近づく。
北極にわずか24時間弱で地球を覆い尽くしてしまう超巨大デフテラ領域「サバト」が出現する。シマは月にあるガルズオルムの本拠地「ジフェイタス」への侵攻と、幻体を肉体のある人間として復活を可能にする「リザレクションシステム」の奪取を決断する。
戦いは熾烈を極め、オケアノスを月へと転送するため次々とセレブラムたちが犠牲となっていく。オケアノスは月へと到達するが、パワーアップしたアンチゼーガ・マインディエが立ちはだかる。キョウたちはその戦いの最中、ガルズオルムの量子サーバーに取り込まれ、その中で量子サーバーと同化したナーガと対面する。ナーガはセレブラントたちを仲間として受け入れようと提案してくるが、キョウは、人々の心の痛みを理解せず、あまつさえ不死の幻体となった自らを神と称するナーガの提案を拒絶する。
再びアビスとシンとの戦いが始まり追い詰められたその時、キョウ達は別のサーバーへと転送される。そこには「僧」と名乗るナーガの弟子が現れる。彼はナーガに心酔していたが、後にその考えに疑問を持つに至り、ガルズオルムに対抗するため、自らのクローンであるシマと、ゼーガペインを含む兵器技術をセレブラムに与えたのだった。ナーガと異なり今を必死に生きようとするキョウに、僧はパワーアップしたゼーガペインを授ける。
バックアップを破壊され、後がなくなったアビスとシンはナーガによって舞浜サーバーへと送り込まれ、街を破壊し始めるが、キョウたちもナーガによってサーバー内に転送される。ナーガの目的はあくまで進化を観察することであり、アビスたちとキョウたちを戦わせることによってさらなる進化を促そうと目論んでいた。そしてナーガはシズノにガルズオルムに戻るよう語りかける。シズノの正体は、ナーガが創りだした人工幻体であった。しかし、それを知ってもキョウはシズノを仲間だと叫び、シンを倒す。そしてキョウはリザレクションシステムによって悲願であった肉体を手に入れ、舞浜サーバーとリザレクションシステムのデータを入手する。仲間たちの手によってジフェイタスは壊滅し、残るアビスもキョウによって倒され、戦いは終わりを告げる。
戦いが終わったことで舞浜サーバーに余裕ができ、初期化の期間が1年へと伸び、同時に元に戻る肉体を持たないシズノを人間へと変える方法も発見される。一足先に肉体を得たキョウは、再びみんなと触れ合うために、リザレクションシステムの組立に精を出すのだった。

## 登場人物
登場人物の名前は大概、水や海などに関係のある単語または字が入れられたり、外国語で水・海に関係する単語そのものをモチーフにしている。

### セレブラム
幻体の中でもサーバーのコントロールから離れた存在となった者「セレブラント」たちによって組織された、ガルズオルムに対抗する集団。覚醒時や状況に応じて額に “セレブアイコン” と呼ばれるホログラフィーマークが現出するのが特徴。規模は小さいものの、ゼーガペインなどの兵器によってガルズオルムの活動に対抗する。サーバーのコントロールから離れて自分の意志で行動できるため、サーバーが「リセット」されても、データが初期化されずループする世界を生きつづける。
セレブラムとは「大脳」の意味。そもそもの意味は名士、重要人物といったもの（セレブリティ）で、唯我論やパラノイアなどで自分自身を「特別な存在」であるとみなす（思い込む）ことをさす。

#### オケアノス
セレブラムの活動拠点の一つ。シマが設計開発した日本を拠点とする飛行母艦の名称。物語は主にこのオケアノスを中心に展開する。
十凍 京（ソゴル・キョウ）
声 - 浅沼晋太郎
本作の主人公。16歳の高校1年。身長176cm。体重65kg。クラスはD組。出席番号は8番。典型的な熱血系キャラだがテスト問題を完璧に解くこともあるなど頭が良く、博学な面を見せることが多く、女子の人気を集める。廃部寸前の水泳部を立て直すため、部員集めに奔走している。「有り得ねえ」が口癖。
シズノと出会い、セレブラントとして覚醒。以後ゼーガペイン・アルティールのガンナー（機体操縦要員）として戦いながら、次第にこの世界の真実を知っていく。一時は自分が現実と信じていた世界がデータに過ぎないと知って自暴自棄に陥るも、幻体でも生きていることに変わりはないと悟り、舞浜サーバーを守るためにもガルズオルムと戦う決意を固める。メドレー・リレーの担当パートは自由形（クロール）。
過去のガルズオルムとの戦いで一度「死んで」いる。「死ぬ前の彼」は冷静沈着で思慮深いが非常に繊細な性格であった。実は、シズノとは小学校のとき、隣の席同士であったこともある。
現在の彼は、幻体バッファの残滓から幻体データを復元された存在であり、「死ぬ」前の記憶がほとんど失われているが、ガルズオルムとの戦いの中で次第に記憶を取り戻していく。直情型で大雑把な性格であり、以前とは異なる特徴を持つ。また、（幻体になる前と同様に）リョーコと相思相愛の関係である。
「気をつけろ　ミサキシズノには関わるな」というメッセージをはじめ、シズノと行動を共にすることに警鐘を促していたのは過去のキョウであった。未来のキョウが過去のキョウの行動に縛られず、自分の意思で行動してもよいという思うゆえのメッセージであった。
最終決戦にてジフェイタスにあるリザレクションシステムを使用し、ただ一人実体化する。アビスを倒した後は現実世界の地球でリザレクションシステムの完成を目指すこととなる。実体化後にはすべての失われた記憶のみならず、失われたかつての人格をも取り戻す（ガルズオルムの技術が関係している可能性がある）。さらには現在のキョウをベースに人格統合にも成功した模様。
10周年イベント『10th Anniversary ゼーガペインSBG 夏の始まり@舞浜サーバー』にて、誕生日が2006年7月16日と明かされた。
一度「死んで」しまう前を描いた映画『ADP』では、物語当初よりセレブラントに覚醒している。既に記憶の欠如が見られ、特に家族の最後に関しては思い出せないでいた。
守凪 了子（カミナギ・リョーコ）
声 - 花澤香菜
本作のヒロイン。16歳。身長160cm。体重46kg。キョウの部屋の対面に住む、お隣さんにして幼馴染。趣味はビデオ映画撮影で夢は映画監督。明るい性格で周囲の人々をひきつけて和ませ、いつの間にか彼女のペースに引き込んでいく才能を持つ。
以前よりキョウとは幼馴染以上の特別な感情を持っていたが、相思相愛の関係になってからも、シズノと以前のキョウの関係を気にしている。キョウやシズノとの交流を通し、旺盛な好奇心と鋭い直感も手伝ってセレブラントとして覚醒、以後はキョウのウィザードとなり、ウィッチとしての才能を発揮し共に戦う。
アルティール搭乗中に不意打ちをうけて死亡。その後、彼女の残存データがサルベージされるが完全に復元できず、舞浜サーバー内での平時は昏睡状態となってしまう。シンに幻体を修復された後は昏睡からは回復するものの、感情を失った状態となる（どちらもゼーガペイン・アルティール内では通常に戻る）。ゼーガペイン・アルティールに搭乗した状態で舞浜サーバーにダウンロードされてからは感情を取り戻す。
最終話のラストシーンでは、リョーコらしき妊婦がお腹の子に「早く生まれておいでよ。世界は光でいっぱいだよ」と語りかけている。この女性についてはリザレクションシステムの早期完成によりキョウと結ばれたリョーコ説や、キョウとリョーコの子孫説が存在する。また、お腹の子についてもキョウとリョーコの子供説、そのままでは実体化できずキョウとリョーコの子供として実体化したシズノ説、キョウとリョーコの子孫説などが存在する。中にはキョウはリョーコの実体化前に寿命を迎えているという説もあり、女性の正体やお腹の子供についてははっきりしていない。
ドラマCD版で、舞浜サーバーからオケアノスへの転送時のトラブルで声のデータが破損した（現実でいうと声が出ない状態）ため、シマの気まぐれで修復されるまでタルボの声のデータで代用された。
映画『ADP』では、中盤にセレブラントに覚醒する兆しを見せ、未来の記憶（TVシリーズでの活躍）を垣間見る。
小説『エンタングル：ガール』では、映研で自主映画『世界の終わりの夏の一日』を撮っていたが、リセット後に覚醒し、一緒に映画を制作したチホやカノウが喪失したことを知る。
三崎 紫雫乃（ミサキ・シズノ） / イェル
声 - 川澄綾子
本作のもう一人のヒロイン。17歳。身長168cm。体重48kg。はかなげでかつ神秘的な雰囲気で芯の強さも持ち合わせた少女。キョウに「沢山の男子が見惚れる」と言わせた美人でもある。キョウを戦いに引き込み、また彼の導き手でもある。シマと多くの謎と秘密を共有する本作の重要人物。キョウたちの高校では転校生（3年生）として在籍している。物語当初はキョウ、途中からはクリスと組みウィザードとして戦う。実際は、唯一の心を持つAIであり、人工の幻体である。バージョンは4.31。
“以前の”キョウの恋人だった時期があり、その時になんとなく“三崎 紫雫乃”という名をつけられた。また、深く関わった人物が様々な不幸に見舞われた経験から、自分を自称“不幸を呼ぶ魔女”と呼ぶ癖がある。薄幸のキャラにはロングヘアーとメガネが似合うとかなり強く思い込んでいる。アーク曰く、「空気を悪くする名人」。
人工の幻体であるが故に皆と違って還るべき肉体を持たず本来であれば消えてしまう存在であったが、復元システムのバージョンアップによりシズノも皆と同じく一人の人間として復活できる方法をマオが最終話にて発見している。
全ての戦いが終わった後は記憶を失った状態で一人の学生として過ごしている。このためマオたちから一人の人間として復活できることを知らされても先輩が冗談を言っていると受け取り微笑んでいた。
映画『ADP』では、アルティール完成時のキョウと出会い、そして最初の別れまでが描かれる。セレブラム内ではイェルと呼ばれていたが、初出動の際にキョウの欠落した記憶にあった名前から「ミサキ・シズノ」の名前を贈られている。
島（シマ）
声 - 坪井智浩
18歳。きわめて早い段階でセレブラントとして覚醒し、セレブラムを組織した、シズノと共に「世界の真実」を知る人物であった。現在はセレブラムの空母“オケアノス”の司令としてキョウたちを指揮する一方、キョウの高校に在籍し生徒会長として生徒会を率いる。普段は冷静かつ冷徹な態度を崩さないが、一般生徒の目がある時にはなぜか気弱な性格を装う。シズノとは古くからの付き合いであり、秘密を共有する。ミナトに対しては厳しく接するサディストになる。
その正体は、僧がナーガに反旗を翻すために幻体データの残骸から作り出したクローン。本体がガルズオルム内に留まらなければならないため、直接人類の力とするべく生み出した分身である。しかし破損データをベースとしているため、ダミーの舞浜サーバーにある調整システムで定期的に補修をしなければ幻体を維持出来ない。
ミナト
声 - 井上麻里奈
17歳。オーストラリア・シドニーサーバーからサルベージされた少女。オケアノスでは副司令の立場にあり、高校では生徒会副会長（2年生）として、常にシマを補佐し、どちらの世界でもクールな性格をあまり変えない。戦闘には直接携わらない。
シマとは上官と部下以上の関係を持ちたいという希望を抱き、地道なアタックを繰り返しているが、シマ自身はその出自ゆえにあえて冷たい態度をとっていた。シマと秘密を共有するシズノに対して、は軽い不信感と嫉妬心を燃やすこともあった。
シマが倒れた後は彼の後を引き継いでオケアノスを指揮。過去にダメージを負っていた脚部も修復され、最終決戦後の2学期には舞浜南高校水泳部に入部する。
映画『ADP』では、オーストラリア・シドニーサーバーからサルベージされ副司令になる経緯が描かれる。
「ミナト」は「港」の意味合いで名乗った名前。本名は「エマ・スプリングレイン」。命名はキョウを演じる浅沼。
マオ・ルーシェン
声 - 朴璐美
主にゼーガペイン・ガルダに搭乗する、オケアノスのエース的存在。父親はセレブラムとガルズオルム誕生に深く関与した企業I.A.L社のスポンサーだったらしい。容姿はリョーコ曰く「イケメン」、あるいは美人、性格は一言で言えば“クールな二枚目”だが、意識して斜に構えているわけではなく、家柄の良さからくる落ち着いた態度が、そう見せている。実際は非常に熱い。
“以前の”キョウの親友であり、“現在の”キョウに対しても「特別な」感情を抱いている。“現在の”キョウの生き様に深い感銘を受けており、強い憧れを抱き続けている。卓越した洞察力から、シマとシズノが共有する秘密をオケアノスのメンバーの中でいち早く見抜き、世界の真実に近づこうとしている。
美雨（メイウー）
声 - 牧野由依
15歳。メイイェンの双子の姉。主にルーシェンのウィザードを務めるが、キョウのウィザードとしてアルティールに搭乗したこともある。上海出身らしく、家族をガルズオルムとの戦闘と上海サーバー奪還作戦の失敗で完全に失っている。その時に事情を知らなかったキョウの軽率な発言を聞いて以降、彼に何かときつい態度であたるが、後にキョウのウィザードを担当した際に和解している。キョウはリョーコに紹介する際に「（双子の）性格が悪い方」と説明している。
アニメ版劇中では語られていないが、CDドラマにて、実は“以前の”キョウに片想いしていたことが明らかになっている。アニメ版で “現在の”キョウに対する怒りが中々収まらなかったのは、以前の彼とのギャップが原因である。
アニメ版では触れられていないが、ドラマCD版では戦闘中に極度の緊張化におかれると泣き喚き、ウィザードとして行動がままならなくなる。
一方、映画『ADP』では、CDドラマとは異なり、キョウがセレブラントに覚醒する以前から、メイイェン、ルーシェンと行動を共にしている。
髪型はメイイェンと異なりボブカットである。中華料理は大嫌い。
美炎（メイイェン）
声 - 渡辺明乃
15歳。メイウーの双子の妹。ルーシェンのウィザードをメイウーと交互に、第12話以降はクリスのウィザードをシズノと交互に担当する。最終決戦後はドヴァールカーに編入し、クリスのウィザードとして活躍している。キョウはリョーコに紹介する際に「（双子の）可愛い方」と説明している。お団子にツインテールで眼鏡をかけている。
アニメ版では触れられていないが、切れると完全に手がつけられなくなってしまう。
クリス・アヴニール
声 - 家中宏
28歳。激戦の続くオケアノスの戦力アップを主目的とし、他のセレブラム空母（ドヴァールカー）から派遣されたフリーランス（傭兵のようなもの）のガンナー。性格は頼れる兄貴といったところ。同時期に配属されたアークは妻。アーク亡き後も彼女の遺志を汲み、引き続きオケアノスで戦う。「アヴニール」はフランス語で「未来」の意。最終決戦後はイゾラとの約束通りドヴァールカーにもどり、メイイェンとともに活躍している。
アーク・アヴニール
声 - 久川綾
22歳。クリスの妻。ウィザードとしてクリスと共に幾度も死線を越え、深い愛で結ばれている。シズノとはかつてパリにいた時の友人だった。幻体データの損傷が激しく、本来はウィザードを務められる状態ではなかったが、クリスへの愛と “復活” を願う心ゆえに最期の瞬間まで戦い続けることを選択している。その後のミッションで遂に最期の時が訪れ、共に逝く事を望むクリスを生きるように諭し、消滅する。
映画『ADP』では、まだ幻体データに損傷がなかった姿も描かれている。
身長165cm 体重47kg
クロシオ・ハヤト
声 - 大山鎬則
セレブラムのメンバーで、オケアノスのオペレーター。キョウの高校では生徒会役員を務めている。オケアノスの最も古いクルーの一人で、シマが開発したゼーガペイン試作機の搭乗者の一人。キョウを上回る撃墜数を記録する優秀なパイロットだったが、度重なる戦闘の結果、幻体データの損傷がひどくなりガンナーとして戦えなくなった。セレブラントとして生きていくことに少々疲れ気味で厭世的な気分を持つ一方、「死」に対する恐怖から実体化することに反対したり、ガルズオルムに降伏することを提唱したりもしているが、シマの正体を知ってキョウたちと「生きる」ことを目指す。元々は静岡サーバーに所属していた。
緑色のネクタイを締めていることから、2年生だということが分かる。
映画『ADP』では、ウィザードを務めるイリエと共に、ゼーガペインのガンナーとしての現役時代が描かれている。
イリエ・アヤカ
声 - 小野涼子
キョウの高校の生徒会役員にしてセレブラムのメンバー。過去にクロシオの乗るゼーガペインのウィザードであったが、彼同様に幻体データ損傷で一線を退いた。クロシオと行動を共にすることが多いが、“過去を共有する同士” 以上の感情は特にない模様。青色の蝶ネクタイを付けていることから、3年生ということが分かる。クロシオ同様に静岡サーバー出身。
河能 亨（カノウ・トオル）
声 - 柿原徹也（映画）
キョウの高校の映画研究部員。舞浜のセレブラントだったが、ガルズオルムとの戦闘で物語開始以前に「死亡」しており、現在は映画研究部に籍だけが残る「幽霊部員」となっている。生存時、「世界の終りの日」と題した舞浜市の映像記録を部室に遺した。彼の残した映像がリョーコがセレブラントに覚醒するきっかけとなる。
映画『ADP』および小説『エンタングル：ガール』では、映画研究部の先輩、ジャターユのパイロットとして登場する。シマから後を任されると言われるくらい信用されていたが、戦闘中にデータが破損し、ロストする。
津村 さち子（ツムラ・サチコ）
声 - 大津田裕美（映画）
ハヤセと付き合っている舞浜のセレブラント。ガルズオルムとの戦闘で物語開始以前から幻体データが大破していたが、最終決戦の後、幻体修復プログラムにより元に戻ることができた。
映画『ADP』ではカノウ・トオルのウィザードとして搭乗。戦闘中にデータロストする。眼鏡をかけている。

#### オケアノス以外
イゾラ以下、オケアノスと別部隊であるオケアノスの同型艦ドヴァールカーに所属するセレブラントたちの詳細な活躍は、Xbox 360用ビデオゲーム『ゼーガペイン XOR』において見ることができる。声の出演に関しては、アニメ版ではセリフのないキャラクターが存在するため、空白については『ゼーガペイン XOR』を参照。
イゾラ
声 - 村井かずさ
ドヴァールカーの女性司令。28歳。アークとクリスはオケアノスに来る直前まで彼女の下に身を置いていた。アークの身を案じつつ、2人を送り出す。その後も定期的に各地でガルズオルムとの戦闘指揮を執る姿が劇中で見られる。クロシオも彼女の下で戦っていたことがあったらしい。名前はイタリア語で「島」の意。
トガ・ヴィタール
声 - 櫻井孝宏
ドヴァールカーの青年セレブラント。17歳。アルティール同系機のガンナーとして活躍。『ゼーガペイン XOR』の主人公でもある。
サラ
声 - 長沢美樹
ドヴァールカーの女性セレブラント。19歳。初登場時はアルティール同系機のウィザードとして、その後はフリスベルグ同系機のウィザードとして活躍。
メイヴェル・トランスフェイル
声 - 南央美
ドヴァールカーの女性セレブラント。15歳。セレブアイコンを4つ持つが、これは、情報戦に優れているということからである。アルティール同系機のウィザードとして活躍。なお、アニメにおいてのメイヴェルは、ゲーム版とは性格や口調がまったく異なるキャラクターとして描かれている。
ミオ・レディネス

ドヴァールカーの女性セレブラント。16歳。セリフは発していない。ガルダのウィザードとして活躍。
ムエージェ

ドヴァールカーの男性セレブラント。セリフは発していない。
ソー・バーヴィンスキー

ドヴァールカーの男性セレブラント。セリフは発していない。フリスベルグのガンナーとして活躍。
タオ・ユウ
声 - 山口太郎
カガヤンの男性司令。坊主頭。最終決戦で戦死する。名前は中国語で「島嶼」の意。
インゼル
声 - 斧アツシ
コルデュアクスの男性司令。最終決戦で戦死する。名前はドイツ語で「島」の意。
イル
声 - 坪井智浩（テレビ） / 山下誠一郎（映画）
デウカリオの男性司令。最終決戦で戦死する。名前はフランス語で「島」の意。
オストロバ
声 - 佐藤利奈
ルヴェンゾリの女性司令。名前はロシア語で「島」の意。
ニソス
声 - 上別府仁資（映画）
オギゲスの男性司令。各艦指令の会議時の映像のみで登場。名前はギリシャ語で「島」の意。

### 非セレブラント
舞浜サーバーに保存された幻体。主に舞浜南高校の教職員・生徒として保存されている。
文中、（※）の部分は、物語中盤でサーバーがリセットされるまでに起こったエピソード。
トミガイ・ケイ
声 - 渡辺明乃
16歳。時に意識せず示唆に富むアドバイスをキョウとリョーコに与える良き友人。少女に見えなくもない中性的かつ幼めな風貌だが、あくまでも男性。キョウとは、中学時代に遭った痴漢から助けてくれたことで現在のような仲となった。実家は雑貨・駄菓子などを扱う老舗・トミガイ商店（創業は昭和25年）。最終決戦でセレブラントとして覚醒する。
（※）自主映画の撮影における演技では女装した上でキョウとのキスを要求されていたが、満更でもない様子。夏休み最後にはセレブラントとして覚醒しかけ、ハヤセと同じく世界がループすることを認識している。
ハヤセ・トウヤ
声 - 神谷浩史
16歳。キョウの中学時代の元友人。中学の時にカワグチ・ウシオと共に水泳部に所属、良きライバルであったが、キョウが水泳大会で起こした事件のせいで部を去る。高校に入っても部活に所属せず、ウシオ・カワグチらと行動を共にすることが多く、キョウに反発する。津村さち子とは恋人同士であった。最終決戦でセレブラントとして覚醒する。トミガイやオケアノスのクルーたちと共にクラウドの制御システムを目指すシズノに加勢する。
（※）その後、キョウの懸命さに心を動かされ、水泳部に入部する。夏休み最後にはセレブラントとして覚醒しかける。メドレー・リレーの担当パートは背泳ぎ。
ウシオ・タケル
声 - 加藤将之
16歳。ハヤセ同様、キョウの中学時代の元友人。元来お軽い性格のため、ハヤセがキョウと和解した後に彼も釣られるかのようにあっさり和解する。
（※）ミズキとは以前から仲がよく、最終的には付き合うことになる。メドレー・リレーの担当パートは平泳ぎ。
カワグチ・ケンタ
声 - 吉野裕行
16歳。ハヤセ同様、キョウの中学時代の元友人。
（※）元友人3人組中、最後までキョウを許さず、水泳部への入部が遅れている。中学ではキョウたちと共に水泳部だったが、大会で不正をした審判をキョウが殴りつける事件を起こし、全国大会への道を閉ざしてしまったことが対立の原因であるとキョウは思っていたが、実際には友人に相談することなく問題を全て抱え込んだキョウの態度を怒っていたことが明かされる。後にはキョウがセレブラントとして覚醒し、そのことで悩み、部活に出なくなったのを心配する素振りを見せている。その後、舞浜サーバーのリセット直前に、自転車競走の形を借りたキョウとの感情のぶつけ合いを経てようやく和解する。それ以後は本来の明るい性格ものぞかせている。メドレー・リレーの担当パートはバタフライ。
タチバナ・ミズキ
声 - ゆかな
16歳。リョーコの親友。サッパリした性格の持ち主。ハヤセに対し片思いをしている。演劇に打ち込んでいる。
（※）ハヤセが津村さち子と交際していることは知っていたが、自分の想いに区切りを付けようと夏祭りの夜に告白、花火の如く玉砕する。その後はウシオと付き合い、それなりに幸せな模様。
フルネームは「タチバナ・ミズキ」。命名はミズキを演じるゆかな。
イズミ・サワ
声 - 中尾衣里
セレブラントとして覚醒する兆候が見られたが、結局セレブラントとして覚醒に至らなかった女子生徒。
（※）セレブラント覚醒への「補習」中に、トミガイの額に発現しかけたセレブアイコンに気付いたことがきっかけで、トミガイのことを「可愛い」と称し、後にラブレターを送る。
クラシゲ・センイチ
声 - 松本保典
31歳。理科教師で、キョウのクラスの担任。水泳部顧問でもある。「クラゲ」というあだ名で呼ばれる。不精ひげを生やし、授業も無気力で決して熱血とは言いがたい。センイチ（船一）はキョウ役の浅沼による命名。
（※）同僚のミズサワに惚れており、微妙なアタックを繰り返す。夏休み前には徐々にそのアタックが功を奏し始め、夏休みの終わりに遂にプロポーズに成功し、婚約する。
映画『ADP』では、量子サーバ研究者として幻体化前の記憶を保持しており、自分たちの研究を過大評価だったと後悔している。現状を打開するための研究を続けていたが、無限ループを続けることが耐えられなくなり、フナベリがロストしたループを最後に記憶をリセットしてほしいとシマに申し出る。
ミズサワ
声 - 佐藤利奈
25歳。風貌に少女っぽいところを残す、高校のスクールカウンセラー。名前から「オミズ」というあだ名を持つ。キョウもカウンセリングを受ける。
（※）クラシゲのことは満更でもなく、夏祭りの夜には当直のクラシゲをわざわざ訪ねて一緒に花火を観覧、徐々に彼の想いを好意的に受け止めていく。そして夏休みの終わりにはクラシゲのプロポーズを受け入れ、婚約する。セレブラントとして覚醒はしなかったが、自らの置かれた世界に違和感を覚え始めている。
映画『ADP』では、あるループで自らの置かれた世界の現実に気付いてしまうが、セレブラントとして覚醒することはなく、リセットによりその記憶を失う。
十凍 未沙季（ソゴル・ミサキ）
声 - 遠藤綾
キョウの妹。中学生。少々強気。最終回においてキョウの忘れていた記憶の中に現われる。ミサキシズノの苗字の元ネタ。
彼女が話していた、キョウの片思いの先輩の名前がシズノの元ネタ、ただし苗字か名前かは不明。放送前に公開されてたＰＶでは転校してしまったらしい。
守凪 浩司（カミナギ・コウジ）
声 - 大津田裕美
リョーコの幼い弟。年齢は不明だが、見た目は小学生のようである。愛称は「コージー」。キョウのことは「キョウちゃん」と呼ぶ。
京、未沙季の母
声 - 中尾衣里
ただしEDクレジット無し。最終回に1シーンのみ容姿も登場。

### AI
セレブラムの作戦行動用巨大飛空母艦に搭載されている、メインサーバーにデータを持つ人工知能たち。単なるプログラムに過ぎず、心を持たない。セレブラントたちとの意思の疎通を容易にするため、各自個別に人間の外観を有している。幻体との区別のため、あえて平面ホログラフィー画像で表現されており、背面パネル色は所属母艦のボディカラーと同じ。外観のデザインはシマが設定。モデルとなった人物がいるらしい。基本的にすべての母艦で同じデータをインストールしており、AIごとに名前、性格、役割が与えられている。学習型AIのため、各艦で微妙に特徴が異なっている。
オケアノスがナーガの支配下に置かれた後は、艦に別バージョン（ver.II、フォセッタのみver.III）のAIが再インストールされる。新しいバージョンのAIは背面パネル色が赤で、旧バージョンのデータ・擬似人格が100%継承されており、フォセッタの擬似人格もバージョンIのものが復元・継承されている。
レムレス
声 - 辻親八
40代コーカソイド男性風の外観を持つAI。オケアノス艦長として、シマやミナトの命令を忠実に実行する。
タルボ
声 - 立木文彦
35歳。ネグロイド男性的外観を持つAI。ひょうきんな性格で、鍛え上げられた体が自慢。副艦長的役割を担う。
フォセッタ
声 - 岡田純子
19歳。艦オペレートを担当する3人娘・その1。清楚な性格に設定された和風系美女。天候データやダイエットの情報に詳しい。一度シンにより破壊され、再インストールされた (Ver. II)。その際にプログラム（あるいは「経験」や「記憶」と呼ぶべき蓄積データ）が初期化され、ほとんど無感情・無神経となって以前のような優しい雰囲気は失われるが、天候に関する話に詳しいという設定は残っている様子。
リチェルカ
声 - 門脇舞以
20歳。艦オペレートを担当する3人娘・その2。開放的な性格に設定された下町娘風の女性。
ディータ
声 - 中尾衣里
27歳。艦オペレートを担当する3人娘・その3。冷静な性格に設定されたお姉様系クールビューティ。
ゼーガAI
声 - MAI
ゼーガペインに搭載されている、人間の外観は持たない純粋な機体制御AIプログラム。艦やゼーガペインの状況やオペレーションを音声で搭乗員に伝える。発音は搭乗者の母国語に合わせて変更できる模様。作中ではキョウたちが搭乗時の英語バージョンと、クリス搭乗時のスペイン語バージョンが確認できる（フランス語ではない）。

### ガルズオルム
現実世界を滅ぼし、デフテラ領域を各地に形成し様々な実験をし、世界を「あるべき姿」に変えようとしている、セレブラムと対立する組織。その名称は北欧神話のミッドガルズオルム（ミッドガルド蛇、ヨルムンガンドの別名）に由来する。盟主であるナーガ（後述）も、インド神話における蛇神から名前を取られている。
世界を彼らの望む形に作り変えることを目的とする。セレブラントと同様、サーバー内に幻体が存在するが、幻体をベースに不完全ながら実体化した肉体を持つ「復元者」が組織の活動を担う。復元者は肉体のクローンに幻体データをダウンロードすることで、何度でも「生物として生き返る」ことができる。なお、「復元者」はデフテラ領域の影響で肉体的な「痛み」を全く感じない。
アビス
声 - 加藤将之
「ガルズオルムの魔戦士」の異名を持つ、外見上は褐色の肌をした人間男性風の存在。当初、彼の話す言葉は人類にとって機械音のように聴こえる、理解不能なものである。人類へ敵対意識を持っているという程度のことしかわからず、その思考や目的は不明だったが、物語の進展と共に人類に理解可能な言葉を話し、自らの意志を示すようになる。セレブラントたち肉体を持たないものを「光無き者」と呼ぶ。キョウとたびたび戦い、ライバル視している。最終的にはクリスたちにクローンの肉体を最後の一体を除いて全て破壊され、シン共々生き返ることが出来なくなる。舞浜サーバーでの戦いで重傷を負うも生き延び、「永遠の命」を捨て、「限りある命」を選んだキョウと最後の戦いを繰り広げる。本編ではその後の生死は描かれていないが、後のパチスロ版にて、生還し砂漠を彷徨う姿が描かれている。
シン
声 - ゆかな
アビスと共に活動するガルズオルムの戦士。外見上は人間女性を思わせる形状を有している。「光無き者」セレブラントがなぜ戦うのか興味を抱き、単身オケアノスに侵入する。その際にはオケアノスの警備システムをハッキングするなどの驚異的な能力を発揮し、その肉体を駆使した格闘戦ではルーシェンをも圧倒する。己の疑問に応えたリョーコに好意を抱き損傷した幻体を修復したが、戦闘においては手加減はしない。舞浜サーバーでの戦いの後、幻体は舞浜サーバーで発見されるもドライダメージが大き過ぎ、最後に友達となったリョーコに看取られながら消滅、肉体も崩壊する。
ナーガ
本名：ナーガリサンジャヤ・シュリニヴァーサ・シャーストリ。量子コンピューター（後述）の生みの親であり、I.A.L社のCEO。量子サーバー内で人間が永遠に生きることで進歩する「無限進化論」を唱える。セレブラムの記録では、ガルズオルムの盟主であり、人類を滅ぼした張本人とされている。生まれつき痛覚を持たないため、他人の痛みを理解できなかった。また明示的ではないものの、痛覚を感じない現実世界がナーガにとってはバーチャルな世界と何ら変わらなかったことも示唆される。現在のナーガは独立した幻体ではなく、多数の幻体データが統合した存在であり、アビスの精神とリンクしている。進化のためにキョウとの統合をも目指したが拒絶される。
僧（そう）
声 - 千葉進歩
シマのオリジナル。舞浜南放送局の第9回（最終回）によると、インド人という設定らしい。キョウたちに色即是空・空即是色（実体は虚構であるが、虚構の中に実体がある―肉体（実体）を持つ復元者は痛みを失い、もはや人間ではない（虚構）。しかし、幻体は肉体を持たない偽りの存在（虚構）であるが、痛みを感じる人間（実体）である）を説き、「ネコ」にリザレクションシステムなどのデータを隠して舞浜サーバーに転送する。すべてをキョウに託した後、いずこかに姿を消す。その後、再び「ネコ」に変化し、舞浜サーバーに行き、ミナトたちに、リザレクションシステム等のデータを見せている。
映画『ADP』オールナイト上映会で本名は「ジョサ・アダマール」であると判明した。『ADP』内でも「アダマールサーバ」の存在が明らかになっている。
ネーヴェ
声 - 小林愛
パチスロ版および映画『ADP』登場の復元者。アルティールに倒される。
ヴァボル
声 - 中田譲治
パチスロ版および映画『ADP』登場の復元者。アルティールに倒される。

### その他
ナレーション
声 - 桐井大介
作中に登場するゲーム「ペイン オブ ゼーガ」のナレーション。
ピエタ
クリスとアークが舞浜サーバーのペットショップにて購入した犬（ミニチュアダックスフント）。名前はクリスがアークにプロポーズしたパブから。アーク亡き後はオケアノスにてクリスと共にメイウー、メイイェンが世話をしている。クリスがアークを忘れないための大切な存在となっている。戦いの後はドヴァールカーで世話をされているらしく、イゾラの膝の上で眠っている。

### 劇場版登場人物
コハクラ・ナツミ
声 - 戸松遥
キョウの先輩。沖縄・マイパマのサーバーに保存されており、サーバー回収される際に一時キョウと再会する。
フナベリ
声 - 甲斐田裕子
舞浜南高校の校長であり、幻体の研究をしていた教授。復元者襲撃の際にロストする。
ルーパ
声 - 久野美咲
オケアノスの艦オペレート担当の少女型のAI。サーバー内ではアイドルをやっているのか、大型スクリーンで歌っているシーンがある。キョウが思い出すまで、亡くなったキョウの妹ミサキの代わりをしていたようで、ミサキが消えると同時に消えている。小説『エンタングル：ガール』では、VR内で映画コンテストのキャラクターAIとして登場している。

### Web小説版登場人物
フカヤ・アマネ
映研部員2年。世界科学オリンピックで金メダルを獲得している天才理系少女。キョウを紹介するという条件で、カミナギが撮影する映画の空撮用ドローン製作を依頼する。自分はエイセクシャルだと感じている。カミナギと同じ時期に覚醒する。
ヒヤマ・チホ
映研副部長3年。以前映画シナリオで入選したことがあるが、昨年映研コンクール用の自分のシナリオの映画が途中で放棄されたことで、映画に一切かかわらないことに決めていた。アマネとは仲違いをしているように見えるが、内心同性ながらアマネに恋心を抱いている。カノウ消失と同時期にデータ喪失する。
ウズハラ・シンスケ
映研部員2年。国際コンクール入賞経験があるピアニスト。カミナギが撮影する映画の劇中曲を依頼する。

## メカニック
登場メカの名前は、一部については神や神話を元にしていることが分かっている（オケアノス、トリンギット、イェル、ポポル・ヴフ他）。一部はサンライズ版公式サイトにて。

### セレブラム陣営

#### 飛空母艦
セレブラントの活動拠点・作戦行動に用いられる巨大飛空母艦。かつては13隻存在したらしいが、現在8隻の母艦が稼動している。名前は世界各地の洪水神話に関係するものからつけられている模様。ホロニックローダーを搭載している。
全長500m。艦内には工場設備を持ち、ホロニックローダーを12機運用可能。3機を同時に転送可能な転送チャンバーを持つ。電波・光学系索敵から身を守るペルシダーモードと呼ばれるステルス機能を持つ。
オケアノス
本作の戦闘は本艦と、その搭載ホロニックローダーを中心に描かれる。
司令はシマ。日本を活動拠点とする飛空母艦。ガルダと同じタイプのステルス機能を備えている。
重力加速方式のレールガン「ガスパー砲」を装備。正式には「Gravity Acceleration System Powered Railgun」であり、略して「GASPR」もしくは「GASPR砲」と呼ばれる。砲弾を超高速で発射する。その威力は命中しなくとも、高速で通過した砲弾の巻き起こす衝撃波で敵を一掃するほど強力である。発射シークエンスのたびに使い捨て同然の発射用レールを展開しなければならず、隙が大きい。
最終決戦にてジフェイタス内部で撃沈の危機に陥り、ミナトたちを舞浜サーバーに退避させた後、ジフェイタスの支配下に置かれる。一転してガルズオルム側の戦艦と化したが、ジフェイタスのコアでクリスとメイイェンによって爆破され、ジフェイタスを破壊する爆弾代わりにされる。
ドヴァールカー
司令はイゾラ。イタリアが活動拠点。クリスとアークがオケアノスに来る前に所属していた。『ゼーガペインXOR』では本艦を中心に描かれている。
最終作戦後、唯一生還が確認された艦であり、以後はガルズオルム残存勢力掃討と、現実世界で一人実体化し、リザレクションシステムを建造しているキョウへの補給任務を担う。
コルデュアクス
司令はインゼル。エジプトが活動拠点。『ゼーガペインXOR』、『ゼーガペインNOT』にも登場している。アンチゼーガ・コアトリクエの猛攻を受け中破するが、その後の行方は不明。
カガヤン
司令はタオ・ユウ。アメリカアリゾナ州が活動拠点。最終作戦遂行半ばにして、アンチゼーガ・コアトリクエの特攻を受け沈む。
ポポル・ヴフ
アメリカニューヨーク州が活動拠点。司令が不在の艦で、レムレスが司令代理をしている。
デウカリオ
司令はイル。最終作戦遂行半ばにして、アビスとシンの搭乗したアンチゼーガ・コアトリクエに撃沈される。
ルヴェンゾリ
司令はオストロバ。僚艦2隻と共にジフェイタスに向かったオケアノスの退路を確保していたが、ガルズオルムの自爆同然の行動によって行方不明となる。
小説版である『ゼーガペイン 忘却の女王』では、主人公クロウが救助され所属することになる。
オギゲス
司令はニソス。
マアリブ
アニメ本編では登場しない艦。ゲーム版である『ゼーガペイン XOR』、『ゼーガペインNOT』のオープニングムービーにて登場。第1話アバンの月面サーバー攻略戦が失敗に終わった後の撤退戦で撃沈されている。元ネタはアラビア神話のマアリブダム。

#### ホロニックローダー
ゼーガペインなどの、絶対的な防御力を持つ「ホロニックアーマー（光装甲）」を纏った人型兵器の総称。QLと呼ばれるエネルギーによって稼動し、光装甲や光子翼、武器の残弾はすべてQLによって維持している。副座式となっており、機体の操縦および武器の発射を行うガンナー（パイロット）と、機体の制御および武器の実体化を行うウィザード（オペレーター）の2人1組で操縦。主に前者は男性、後者は女性が担当することが多い。ウィザードのうち、ガンナーの幻体データとシンクロできる能力を持った者をウィッチと呼び、ガンナーの思考を先読みすることで、機体の戦闘能力を極限まで引き出す。ごくまれに発生し、希少価値の高い存在である。機体に損傷を受けても、即座にバイパスを作って機能を回復させることもできる。
全機に共通することに、自爆装置である「バニッシュメントモード」があり、ガルズオルムに技術漏洩、特にホロニックアーマーに関する技術が漏洩されて複製されたり対抗手段を取られることを阻止する目的で搭載された。
なお、ゼーガペインを漢字で書くと、「是我痛」となり、「痛みを受け入れる」という意味である。また、この機体名は全て神話や伝説などの鳥類に由来するものとなっている。
ゼーガペイン・アルティール
- 正規ガンナー：ソゴル・キョウ
- 正規ウィザード：ミサキ・シズノ→カミナギ・リョーコ（第13話 - ）
- 搭乗ウィザード：メイウー（第8話）、メイイェン（ドラマCD）
- 標準装備：ホロニックブレード、ホロニックランチャー、ホロニックシールド、武装以外としてホロボルト系、ホロブレット系を使用

光装甲の色は緑。機動力に優れ、装備・能力ともにバランスのとれた標準的なタイプ。
第1話冒頭では以前のキョウと共に自爆し、これを修復した機体が現在のキョウにゲーム中の巨大ロボットとして紹介される。
武装は剣の「ホロニックブレード」、銃の「ホロニックランチャー」、盾の「ホロニックシールド」、光子翼の全翼端より敵を追尾するレーザー「ホロブレットスパロー」、光装甲すら破壊する「ホロボルトプレッシャー」と、より強力な「ホロボルト グラヴィティ」を装備。
その他、キョウは「男の武器」と称して機体の腕部で直接敵を粉砕することが多々ある。最終話においても、バニッシュメントモードを左腕だけに使うことでロケットパンチのように射出する「舞浜シャイニングオーシャンパンチ」（自称）を使う他、光子翼を近接用のブレードにして伸ばしアンチゼーガ・マインディエを串刺しにして撃破している。
アンチゼーガ・コアトリクエが放つホロニックアーマーキャンセラーを受けて、ガルズオルムの兵器に対する優位性を損なったが、後に、光装甲の位相を常時変動させる技術を実用化して優位性を回復する。この技術はリョーコのウィッチとしての能力に依存するので、他のゼーガペインではホロニックアーマーキャンセラーを無力化できない。なお、トガの運用する機体もアルティールの同系機（ゲームにおけるゼーガペイン01相当）であり、メイヴェルとのコンビにより絶大な破壊力を誇る「ホロボルトグラビティ」を使用できる。
機体名の由来はギリシャ神話のアルタイル。
ゼーガペイン・ガルダ
- 正規ガンナー：ルーシェン
- 正規ウィザード：メイウー、メイイェン
- 標準装備：ホロニックランサー、ホロニックシールド、武装以外としてホロボルト系を使用
- 追加装備：ホロニックランチャー（第4話）

偵察・隠密行動に優れたタイプ。
光装甲の色は当初は青紫だが、第6話で自爆したことによって失われ、第7話よりステルスおよび分身機能を備えた赤紫の光装甲を持つ機体として復帰する。
武装はブレードとランチャーの機能を兼ねる万能装備の「ホロニックランサー」。基部の両端に刃を持ち、伸ばすことで鞭のような形状にすることも可能。他に、盾の「ホロニックシールド」、アルティールの「ホロブルトプレッシャー」と同系の「ホロボルトブレイカー」を装備。
アンチゼーガ・マインディエに対しては全く無力で、アビスに敗れ消失する。
機体名の由来はインド神話のガルーダ。
ゼーガペイン・フリスベルグ
- 正規ガンナー：クリス
- 正規ウィザード：アーク（第7話 - 第11話）
- 搭乗ウィザード：メイイェン（第12話 - ）、ミサキ・シズノ（第15話 - ）
- 標準装備：ホロニックライフル、ヘヴィシールド、スピードマイン
- 追加装備：ホロニックブレード（第8話）

光装甲の色は黄色。重武装重装備の陸戦タイプ。
アルティールの3倍の最大出力と、およそ2倍の活動時間を有している。重武装により低下した機動力をパワーでカバーしているが、このようなコンセプトで開発された機体の持つ操縦性の低下があるかは不明。他の機体とは異なり、光子翼は肩から出現する。
武装は一度に2発の弾丸を放つ「ホロニックライフル」、盾の「ヘヴィシールド」、ビーコンとしても使え、光子翼につけられている楕円形のホーミングミサイルを発射する「スピードマイン」、アルティールと同型の近接用武装「ホロニックブレード」。
ガンナーであるクリスは、ヘヴィシールドを使わず両手にホロニックライフルを装備することが多い。
機体名の由来は北欧神話のフリスベルグ。
ゼーガペイン・カラドリウス
- 搭乗ガンナー：ルーシェン（第1話）、メイウー（第4話）、AI、シマ（第17話）
- 搭乗ウィザード：メイウー（第1話）、AI、ミサキ・シズノ（第17話）
- 標準装備：ファランクスショット、ホロニックキャノン

通称ゼーガタンク。味方機へのQL補給を主な役目とする支援用マシンで、3機のゼーガをフルチャージできるほどのQL搭載量を誇る。その他、砲撃による戦闘支援や幻体サーバーのサルベージ作業など、様々な用途に活躍する。
ガンナーとウィザードは固定されておらず、状況に応じて選ばれたメンバーが搭乗する他、AIが搭乗することも多々ある。
機体名の由来は中世欧州の民間伝承の神鳥カラドリウス。
ゼーガペイン・ガルダゼロ
- 正規ガンナー：ルーシェン
- 正規ウィザード：メイウー
- 標準装備：不明

ドラマCDでルーシェンが搭乗していた機体で、光装甲の色は水色。オケアノスやドヴァールカー以外の艦で使用されている機体もある。21話の回想ではクロシオ、イリエが搭乗している。
ゼーガペイン・ジャターユ
- 正規ガンナー：カノウ・トオル
- 標準装備：不明

映画『ADP』に登場。光装甲の色は青色。カノウ・トオルが搭乗する機体。
機体名の由来はインド叙事詩のジャターユ。
なお、この他にも各艦ごとに光装甲のカラーの違うゼーガペインが確認できる。
ゼーガファイター
- 標準装備：ホロブレッドポッド、ホロニックディガー(喪失の扉)

戦闘機型の小型機。小説版に設定はあり、映画『ADP』で映像化された。
『ADP』ではオケアノスがジフェイタス攻略の際に、遊撃用として6機投入されるものの全てが未帰還。

### ガルズオルム陣営
ゼーレゥ（茶）
偵察および拠点防衛用陸戦マシン。武装は機首上部から発射されるニードルなど。第1話冒頭では、その数をもってアルティールを圧倒。綴りはZeeleeuwで、オランダ語でアシカの意。
ゼーレゥ（地上型）（緑）
ガルズオルムの地上用マシン。偵察、および拠点防衛が主な任務。
アンヴァール
攻撃用兵器。巨大な2基のマニピュレータを装備、優れた格闘性能を持つ。左右のマニピュレータ基部に装備されたビームランチャーは補助マニピュレータであり、射出して敵を拘束するなどが可能。ゼーレゥ、ウルヴォーフルなどの上位機種にあたり、こうした量産機を統率していることが多い。
ウルヴォーフル
空戦偵察・攻撃用兵器。空戦専用機、主武装は機体下部に装備されたビーム砲。左右翼端にはマニピュレータが装備されており、簡単な作業・格闘戦を行うことが可能。量産型で、各地の拠点に配備されている。
コブラル（青）
アルティールのデータを奪ったコブラル。男性のアビスが搭乗している。アンヴァールの上位機。脚部を兼ねた腕部を持ち、左右の肩上部には強力な副腕が装備されている。格闘能力が高い。
コブラル（赤）
コブラル（青）を支援していたもう一体のコブラル。女性のシンが搭乗している。
コブラル（白）
キョウたちに雑魚同然に撃破されているあたり、いかに復元者の能力が高いかを示している。
ゴーネ
空戦攻撃用兵器。防御性能が優れている。開閉する外殻装甲が特徴的。外殻を閉じた状態ではゼーガペインの武装をもってしても破壊は困難。主武装は中央のビーム砲。また作業用に精密動作ができるマニピュレータを持つ。
アンチゼーガ・コアトリクエ
通称アンチゼーガ。アビスが奪ったゼーガのプログラムデータを基に作られた、ガルズオルムの対ゼーガペイン用兵器。13話で初登場（このときはシンが搭乗）。「破壊不可能」と言われていたホロニックローダーの光装甲を無効化する能力「ホロニックアーマーキャンセラー」を持ち、初陣では、不意討ちではあったがゼーガペイン・アルティールを撃破する。黒い光装甲を持ち、コクピットは複座式。
機体名の命名はセレブラム側によるもの。機体名の由来は中米の古代神話の大地母神コアトリクエ。
アンチゼーガ・マインディエ
アンチゼーガの最新機種で、コアトリクエより格段のQLパワーアップが見られる。小型量子ポータルを搭載しており、その能力はルーシェンに「魔法」とまで言わしている。ジフェイタスに進攻したキョウたちと闘う。最後は実体化したキョウの操るゼーガペイン・アルティールに圧倒され敗北、爆散する。
機体名の命名はやはりセレブラム側によるもの。機体名の由来はオーストラリア先住民族の神話に登場する虹蛇のミンディ。
ヴァージェム
輸送用機体。カーゴを数個連結した貨物列車のような形態。対空砲火数門装備。アンヴァールやコブラルなど攻撃用兵器も搭載している。輸送用ながらその重武装・重装甲からセレブラントたちからは「大物」と認識されている。
ハゾンマイヤ
ミサイルを多数装備した陸戦兵器。以前のキョウが戦っていたことから旧式と言えるが、取り残されたジフェイタスではいまだ現役。
オーヴァル
北極基幹サーバーより、最終作戦の為に投入された球状の拠点防衛用大型浮遊砲台。ゴーネと同じく装甲を閉じると破壊は困難。
ノウティラス
オウム貝のような形をした巨大戦闘マシン。左右のアームを広げ、強力なプラズマキャノンを放つ。ゴーネやオーヴァルと同じく装甲を閉じると破壊は困難。
クラウド
地球の衛星軌道上に存在する攻撃基地。キョウとアビスの最後の戦いの舞台となる場所でもある。
ザダラゥ
パチスロ版のオリジナルメカ。アンチゼーガと並行して開発された巨大ホロニックローダー。

## 用語解説
イェル (Yehl)
人工幻体。AIとの違いは「心」を持っていること。イェルの完成はナーガの人類幻体化計画を推進するきっかけとなった。現存するイェルはVer.4.31、すなわちミサキ・シズノである。
エンタングル
ゼーガペインのガンナー、またはウィザードが戦闘フィールドへと出撃する際に発する台詞。いわゆる転送。「エンタングルメント (Entanglement)」という呼称の動詞形で、この言葉は元々量子力学の用語である。
オルム・ウィルス
致死率98%の現実世界の人類を滅亡に導いたウィルス。たとえ生き延びても感染者の遺伝子情報を完全に破壊する。セレブラムの資料ではナーガが作ったことになっている。
QL（キューエル）
量子変換エネルギー（Quantum Loaded Energyの略称）。ホロニックローダーの稼働に必要なエネルギーであり、ホロニックランチャーなどの弾を撃つ際などにも消費される。戦艦などに搭載されたQL炉から供給される。
幻体（げんたい）
量子サーバーに保存されたデータ人間。人間の記憶や思考、人格、肉体の特徴などをデータ化したもの。単なるパラメータの集合体であり、原則としてサーバーから外に出ることはできない。サーバーに保存された時のデータをもとに幻体が作られているので、老化もしないが、進歩することもない。ゼーガペインで出撃する際には、ゼーガペインに「ダウンロード」する形を取っている。なお、ゼーガペイン搭乗時にはゼーガペインの周囲でのみホログラムの形で行動ができる。
基本は不死だが、戦闘などの影響で、影響が精神・記憶に現れるウェット・ダメージ、肉体データに現れるドライ・ダメージが度を越すと死亡する。
ジフェイタス
ガルズオルムの月面基地。人類の月攻撃失敗以降、ガルズオルムのほとんどは地球へ降り立ったので、唯一月面に取り残された古い意思決定機関でもある。
セレブラント狩り
セレブラントとして覚醒の兆候を見せる幻体に対して、セレブラントの幻体データの行列を見せるなどして覚醒を促す試み。上海サーバーでは収穫祭と呼ばれている。
デフテラ領域
ガルズオルムの作った環境実験空間。これが地球に広がりきると現実世界が滅びるとセレブラムでは考えられていた。実際には、この空間内では「痛み」の概念が消失するので生態系の再生には必要なものであった。ただ、「痛み」を失ってしまうと「進化」もまた難しくなるため、ナーガはあえてデフテラ領域を小規模に制限し、セレブラントとガルズオルムの戦いを演出し、アビス・シンという復元者の「進化」を促した。
データサルベージ
戦闘に参加する幻体データは、常にデータ破損の危険にさらされている。通常そうした損傷は回復可能だが、まれに重大なダメージを受け、幻体を構成不可能な状態に陥る場合もある。サルベージはこうした場合に行われ、量子コンピューター内や付属装置内のメモリに蓄積されたデータの欠片をつなぎ合わせ、もとのデータを再構成しようとする試み。
量子サーバー（または 量子コンピューター）
人間、街をすべて量子データとして保存しているサーバー。現在のところ、ガルズオルムに発見されないために他の量子サーバーとはデータリンクしていない。特殊な方法を用いなければ外部へ幻体データを持ち出すことはできない。建造後に各種技術が失われてしまったらしく、一度破壊されると復旧は不可能。
また、幻体データを保存するには常に稼動させ、データをシミュレートし続ける必要があるが、技術的制約により無限の時間をシミュレートすることが不可能なため、一定の期間（約150日間）が来るとセレブラントが初期状態から増幅した全データ（歴史・人の記憶など）をリセットし、あらかじめ設定した期間（キョウたちの暮らす（暮らしていた）街・舞浜市を再現した舞浜サーバーは4月5日から8月31日）のシミュレートをひたすら繰り返す。最終話において、ガルズオルムの行動が減少してから、シミュレート期間が1年間に延びている。なお、幻体データの中でもセレブラントとして覚醒した者のデータはリセットされない。
量子サーバーは当初300基近くが建造、それぞれに約3000の幻体データを保存していたが、16話冒頭でレムレス・タルボがミナトに報告したところによるとガルズオルムに相当数を破壊されたらしく、人類サイドのサーバーは全世界に11基しか存在していない。
量子ポータル
ガルズオルムの物質転送装置。オケアノスはこれを利用して、北極基幹サーバーから月面ジフェイタスへと移動している。セレブラムの量子転送システムがデータと比較的単純な物体しか転送できず、加えて転送にはわずかながら劣化を伴うのに対して、量子ポータルは生命を含めたあらゆるものを劣化なしに転送することが可能（ゼーガペインXORの解説より）。
復元者
デフテラ領域において「進化」した肉体のクローンに幻体データをダウンロードさせた存在。ガルズオルム主題部、アビス、シン参照。バージェムにも復元者のパイロットがいる。生身の人間は量子転送に耐えられないが、復元者は可能。
ペイン オブ ゼーガ
舞浜で流行しているオンラインゲーム。かつては他のサーバーとリンクしていたが、現在は舞浜サーバーに収容されているプレーヤーしかプレイしていない。ガルズオルムと戦うための勘を養うシミュレーションとして作られた。量子サーバーによって管理されているので現実世界とリンクしており、現実に起こっているセレブラムとガルズオルムの戦闘データが即座にゲームに反映される（オケアノスの量子サーバーとのリンクが切れるとフィードバックも消える模様）。なお、ステージの所々に他のプレーヤー向けのメッセージが残っている場合があり、「かつての」キョウ自身が「現在の」キョウに対して残したメッセージも存在する。
舞浜南高校
キョウたちが通う高校。本格的飛び込み台まで設置された立派な屋内プールを所有する。第5話ではなぜか授業科目に量子力学（現代量子論）を取り入れている（これはキョウの思わくの可能性があり）。制服が定められ、男子がワイシャツとズポン、学年カラーのネクタイ。女子はワイシャツと学年カラーのスカートとリボン。学年カラーは1年生が赤、2年生が緑、3年生が青である。女子のスカートは1年生が青、2年生が緑、3年生が茶である。女子のリボンは紐型と留め型がある。男子のスボンは生徒会長を除き、全学年一緒のブルーグレーである。男女共に、胸に校章が付いているクリーム色のベストの着用が許可されている。
リザレクションシステム
幻体を実体化させるシステムで、幻体修復プログラムやQL積層化技術と共にシマの本体が開発した。幻体が有する肉体および精神に関する情報のすべてを物理変換し、肉体として再現できる。このシステムの詳細はセレブラムの技術を超えるため、解析には最低でも4年はかかるらしい。

## 製作
本作品のタイトル『ゼーガペイン』はキャッチコピー「消されるな、この想い 忘れるな、我が痛み」から採られた“是我が痛み（これ わが いたみ）”という意味が込められている（縮めて“是我痛”とも書く）。
本作は『ガサラキ』などを手かげたサンライズ第9スタジオが母体となり制作されている。マイクロソフトが企画段階から協力しており、本作のメカアクションは一部を除き3DCGで作画されている。
16:9比率ハイビジョンサイズで制作されており、地上デジタル放送・BSデジタル放送・アニマックスではフルサイズ放送。地上アナログ放送では両サイドをカットして4:3サイズ放送。AT-Xでは16:9比率レターボックスサイズで放送。
主人公のソゴル・キョウ役を演じた浅沼晋太郎は、本作がテレビアニメ初出演である。ヒロインのカミナギ・リョーコ役の花澤香菜も、本作がアニメ出演2作目であり、本格的なレギュラーは初めてだった。今作で初ヒロインを演じた花澤は本作出演を機に、声優業に本腰を据えることになる。浅沼と花澤以外にも、門脇舞（現：門脇舞以）、井上麻里奈、中尾衣里ら新人、またはキャリアの浅い声優がキャスティングされている。第22話エンディングでは井上麻里奈のイラストが流された。
シンギュラリティやバーチャルリアリティ、ループなどの要素を取り入れたSF作品であり、難解で倒錯した世界設定を丁寧な演出で数話をかけて視聴者に体感させるシリーズ構成となっているため、ファンの間では「ゼーガは第6話まで待て」と、自嘲気味に言われることがある。また、テレビ放送版では毎回OP映像が変わるなどの趣向が凝らされた。
第22話エンディングロールにおいて、井上麻里奈による、主要キャラクターの大小イラスト及び自身が演じるミナト視点の各キャラに対するコメントが使用された。下絵が井上麻里奈で、色塗りが横田耕三になっている。
DVDのCMの1バージョンとして、制作会社（サンライズ）及びDVDの販売会社（バンダイビジュアル）が同じアニメ『舞-乙HiME』の主人公であるアリカ・ユメミヤ（声：菊地美香）が舞-乙HiMEのDVDのCMと同様の形で宣伝しているものがある。

## スタッフ
- 原作 - 矢立肇、伊東岳彦
- 監督 - 下田正美[6]
- シリーズ構成 - 関島眞頼[6]
- キャラクター原案・デザインディレクター - 幡池裕行[6]
- キャラクターデザイン - 山下明彦[6]
- メカニックデザイン - 中原れい[6]、神宮司訓之、福島秀機、やまだたかひろ
- デザインワークス - 柳瀬敬之
- アニメーションディレクター - 牧孝雄
- 総メカ作画監督 - 福島秀機
- 特技監督 - わたなべぢゅんいち
- 色彩設計 - 柴田亜紀子
- 編集 - 野尻由紀子
- 音楽 - 大塚彩子
- 音響監督 - 明田川仁
- プロデューサー - 紅谷佳和 → 山川典夫、小掛慎太郎、古澤文邦
- アニメーション制作 - サンライズ[6]
- 製作 - テレビ東京、電通、サンライズ

この他、第22話ではジッパーデザインを浅沼晋太郎、モンスターデザインをわたなべぢゅんいち、エンディングイラストを井上麻里奈と横田耕三が担当した。

## 主題歌
オープニングテーマ
「キミヘ ムカウ ヒカリ」
歌・作詞・作曲 - 新居昭乃 / 編曲 - 保刈久明
2006年5月24日発売。第2話 - 第25話で使用。第1話・第26話ではエンディング曲として使用された（第1話オープニングは歌なし）。
エンディングテーマ
「リトルグッバイ」
歌 - ROCKY CHACK / 作詞・作曲 - NOE & 山下太郎 / 編曲 - 保刈久明
2006年5月24日発売。第2話 - 第9話、第11話 - 第21話、第23話 - 第25話で使用。
挿入歌
「and you」
歌 - ROCKY CHACK / 作詞 - NOE & 山下太郎 / 作曲 - 山下太郎 & 保刈久明 / 編曲 - 保刈久明
第10話エンディングで使用。「リトルグッバイ」のカップリング曲。
「ラストブルー」
歌 - ROCKY CHACK / 作詞 - NOE、山下太郎、新居昭乃 / 作曲 - NOE、山下太郎 / 編曲 - 保刈久明
第22話エンディングで使用。2006年10月4日発売のCD『ゼーガペイン O.S.T.2』に収録。
「CESTREE（セストゥリー）」
歌 - 牧野由依 / 作詞・作曲・編曲 - かの香織
第26話アバンオープニングで使用。『ゼーガペイン O.S.T.2』に収録。

## 各話リスト
各話サブタイトルの前には「entanglement.」（話数）というフレーズが付く。
| 話数 | サブタイトル                    | 脚本         | 絵コンテ          | 演出               | キャラクター作画監督 | メカ作画監督      | 放送日        |
| ---- | ------------------------------- | ------------ | ----------------- | ------------------ | -------------------- | ----------------- | ------------- |
| 1    | エンタングル                    | 関島眞頼     | 下田正美          | わたなべぢゅんいち | 牧孝雄               | 福島秀機 西井正典 | 2006年 4月6日 |
| 2    | セレブラム                      | 桶谷顕       | 下田正美          | 雄谷将仁           | 鎌田祐輔             | 有澤寛            | 4月13日       |
| 3    | デフテラ領域                    | 村井さだゆき | 中山勝一          | 中山勝一           | 大貫健一             | 西井正典          | 4月20日       |
| 4    | 上海サーバー                    | 久保田雅史   | 凛々雅由紀        | 凛々雅由紀         | 佐村義一             | 松田寛            | 4月27日       |
| 5    | デジャビュ                      | 村井さだゆき | 日高政光          | 三好正人           | 牧孝雄               | 福島秀機          | 5月4日        |
| 6    | 幻体                            | 関島眞頼     | 寺岡厳            | 工藤寛顕           | 鎌田祐輔             | 有澤寛            | 5月11日       |
| 7    | 迷える魂                        | 久保田雅史   | 下田正美          | 雄谷将仁           | 大貫健一             | 西井正典          | 5月18日       |
| 8    | 水の向こう側                    | 桶谷顕       | 杉島邦久          | 三好正人           | 松川哲也             | 松田寛 西井正典   | 5月25日       |
| 9    | ウェットダメージ                | 高山カツヒコ | 凛々雅由紀        | 凛々雅由紀         | 牧孝雄               | 有澤寛            | 6月1日        |
| 10   | また、夏が来る                  | 村井さだゆき | 下田正美          | 工藤寛顕           | 鎌田祐輔             | -                 | 6月8日        |
| 11   | 残るまぼろし                    | 関島眞頼     | 下田正美          | 雄谷将仁           | 大貫健一             | 西井正典          | 6月15日       |
| 12   | 目覚める者たち                  | 桶谷顕       | 高田耕一          | 宅野誠起           | 米山浩平             | 池田有            | 6月22日       |
| 13   | 新たなるウィザード              | 久保田雅史   | 日高政光          | ヤマトナオミチ     | 松川哲也             | 松田寛            | 6月29日       |
| 14   | 滅びの記憶                      | 桶谷顕       | 凛々雅由紀        | 凛々雅由紀         | しんぼたくろう       | 高瀬健一          | 7月6日        |
| 15   | リインカーネーション            | 高山カツヒコ | 杉島邦久          | 雄谷将仁           | 鎌田祐輔             | 有澤寛            | 7月13日       |
| 16   | 復活の戦場                      | 関島眞頼     | 西澤晋            | 工藤寛顕           | 大貫健一             | 西井正典          | 7月20日       |
| 17   | 復元されし者                    | 久保田雅史   | ヤマトナオミチ    | ヤマトナオミチ     | 米山浩平             | 池田有            | 7月27日       |
| 18   | 偽りの傷、痛みは枯れて          | 高山カツヒコ | 杉島邦久          | 吉村章             | 松川哲也             | 松田寛            | 8月3日        |
| 19   | ラストサパー                    | 桶谷顕       | 凛々雅由紀        | 綿田慎也           | しんぼたくろう       | 高瀬健一          | 8月10日       |
| 20   | イェル、シズノ                  | 村井さだゆき | 杉島邦久 下田正美 | 雄谷将仁           | 鎌田祐輔             | 有澤寛            | 8月17日       |
| 21   | 戦士たち…                       | 関島眞頼     | 黒木冬            | 工藤寛顕           | 大貫健一             | 西井正典          | 8月24日       |
| 22   | ジフェイタス                    | 久保田雅史   | 松尾衡            | ヤマトナオミチ     | 米山浩平             | 池田有            | 8月31日       |
| 23   | 沈まない月                      | 高山カツヒコ | 中原れい          | 綿田慎也           | 松川哲也             | 松田寛            | 9月7日        |
| 24   | 光の一滴（ひとしずく）          | 桶谷顕       | 黒木冬            | 雄谷将仁           | 牧孝雄               | 有澤寛            | 9月14日       |
| 25   | 舞浜の空は青いか                | 村井さだゆき | 中山勝一          | 中山勝一           | 鎌田祐輔             | 池田有 有澤寛     | 9月21日       |
| 26   | 森羅万象 （ありとあらゆるもの） | 関島眞頼     | 下田正美          | 工藤寛顕           | 大貫健一             | 西井正典          | 9月28日       |

本作では、オープニング中に流れるアニメーションを数話ごとに少しずつカットを差し替えて変化させていく手法がとられているが、DVD版では2巻より13話以降から放送されているバージョンに変更されている。

## 放送局
| 放送地域       | 放送局             | 放送期間                                       | 放送日時                          | 放送系列                            | 備考                                        |
| -------------- | ------------------ | ---------------------------------------------- | --------------------------------- | ----------------------------------- | ------------------------------------------- |
| 関東広域圏     | テレビ東京         | 2006年4月6日 - 9月28日                         | 木曜 18:00 - 18:30                | テレビ東京系列                      | 制作局 字幕放送                             |
| 北海道         | テレビ北海道       | 2006年4月6日 - 9月28日                         | 木曜 18:00 - 18:30                | テレビ東京系列                      |                                             |
| 愛知県         | テレビ愛知         | 2006年4月6日 - 9月28日                         | 木曜 18:00 - 18:30                | テレビ東京系列                      |                                             |
| 大阪府         | テレビ大阪         | 2006年4月6日 - 9月28日                         | 木曜 18:00 - 18:30                | テレビ東京系列                      |                                             |
| 岡山県・香川県 | テレビせとうち     | 2006年4月6日 - 9月28日                         | 木曜 18:00 - 18:30                | テレビ東京系列                      |                                             |
| 福岡県         | TVQ九州放送        | 2006年4月6日 - 9月28日                         | 木曜 18:00 - 18:30                | テレビ東京系列                      |                                             |
| 日本全域       | BSジャパン         | 2006年4月7日 - 9月29日                         | 金曜 18:00 - 18:30                | テレビ東京系列BSデジタル放送        |                                             |
| 日本全域       | AT-X               | 2006年5月18日 - 11月9日                        | 木曜 10:00 - 10:30                | CS放送                              | リピート放送あり                            |
| 日本全域       | BS11               | 2010年4月10日 - 10月2日                        | 土曜 23:00 - 23:30                | BSデジタル放送                      | 「ANIME+」枠 / 実質上再放送                 |
| 日本全域       | アニマックス       | 2010年9月2日 - 10月7日                         | 月曜 - 金曜 24:00 - 24:30         | CS放送                              | 日替わり放送 リピート放送あり               |
| 日本全域       | バンダイチャンネル |                                                |                                   | Web配信                             |                                             |
| 日本全域       | hulu               | 2016年6月23日                                  | 木曜 23:20 更新                   | Web配信                             | [ 25 ]                                      |
| 日本全域       | dアニメストア      | 2016年7月1日                                   |                                   | Web配信                             | [ 26 ]                                      |
| 埼玉県         | テレ玉             | 2016年7月27日 - 2017年2月1日                   | 水曜 18:30 - 19:00                | 独立地方局                          | 埼玉県内としては実質上再放送                |
| 日本全域       | AbemaTV            | 2016年8月3日 - 8月22日                         | 月曜 - 金曜 12:00 - 12:30         | テレビ朝日系列Webオンデマンドテレビ | 日替わり放送 リピート放送あり               |
| 三重県         | 三重テレビ         | 2016年10月5日 - 12月28日 2017年1月7日 - 4月1日 | 水曜 1:20 - 1:50 土曜 1:20 - 1:50 | 独立地方局                          | [ 28 ] [ 29 ]                               |
| 千葉県         | チバテレビ         | 2017年8月5日 - 2018年2月3日                    | 土曜 0:00 - 0:30（金曜深夜）      | 独立地方局                          | 作品の舞台地 / 千葉県内としては実質上再放送 |

テレビ東京系列・BSジャパンでは字幕放送を実施。この字幕ではゼーガAIのメッセージボイスの内容を日本語で表記している。
なお、10週年記念放送をしているテレ玉のOPとEDタイトルバックには同企画のエンブレムが使用されている。

## インターネットテレビ
テレビアニメ『ゼーガペイン』の情報番組として、BIGLOBEストリームでインターネットテレビが配信された。
タイトル
舞浜南放送局（まいはまみなみほうそうきょく）
配信期間
2006年春 - 2006年秋（全9回）
パーソナリティ
- 花澤香菜（カミナギ・リョーコ役）
- 浅沼晋太郎（ソゴル・キョウ役）

ゲスト（最終回）
- 川澄綾子（ミサキ・シズノ役）
- 坪井智浩（シマ役）
- 井上麻里奈（ミナト役）

また、劇場版映画公開に先立ち、続編として以下の情報番組が特別配信された。バンダイチャンネル等で見放題配信の他、さらに未公開部分を含めた完全版がBD-BOX特典映像として追加される。
タイトル
舞浜南放送局（まいはまみなみほうそうきょく）2016

## 評価
『アニメージュ』の企画「第29回アニメグランプリ」では「グランプリ作品部門」で本作が42位、「サブタイトル部門」で第26話「森羅万象」が64位にランクインした。

## 劇場版

### 2013夏エンディング8.3.1
『2013夏エンディング8.3.1』は、2013年8月31日『サンライズフェスティバル2013星彩』のイベント上映『ゼーガペイン TVスペシャルセレクション』で追加されたエピソード。

### PROJECT RESURRECTION 8.3.1.2015
『PROJECT RESURRECTION 8.3.1.2015（プロジェクトリザレクション 8.3.1.2015）』は2015年8月31日『サンライズフェスティバル2015白南風』にイベント上映。

### Memories in the shell
『超圧縮・ミズハナ編 ゼーガペイン Memories in the shell』は2016年8月31日、『サンライズフェスティバル2016満天』にてイベント上映され、上述の通り12月24日にテレ玉にて地上波放送。

### ゼーガペインADP
『ゼーガペインADP』（ゼーガペインエーディーピー）は、2016年10月15日より10周年プロジェクトとして劇場公開された。ADPには「Adaptation」や「Advanced project」といった意味が込められている。TVシリーズはサンライズ第9スタジオによる制作であったが、本作は第7スタジオによって制作されている。
あらかじめ設定した期間のシミュレートをひたすら繰り返すという設定を生かし、第1話のアバンに描かれる戦いに至るまでの物語が繰り返されるループ（劇中で明示されているのは4回）と共に描かれる。一方、ドラマCDとは設定に一部齟齬が見られる。

#### スタッフ（ADP）
- 原作 - 矢立肇、伊東岳彦
- 監督・構成 - 下田正美
- 絵コンテ・演出 - 下田正美、中原れい
- 作画監督 - 田頭真理恵
- ダイアローグ監修 - 関島眞頼
- キャラクターデザイン - 山下明彦、田頭真理恵
- デザインディレクター - ハタイケヒロユキ
- メカニックデザイン - 中原れい、神宮司訓之、やまだたかひろ、福島秀機
- 色彩設計 - 柴田亜紀子
- 音響監督 - 明田川仁、濱野高年
- 音楽 - 大塚彩子
- アニメーション制作 - サンライズ
- 製作 - サンライズ、ゼーガペインADP製作委員会（サンライズ、バンダイビジュアル、バンダイナムコエンターテインメント、バンダイ）
- 配給 - 松竹メディア事業部

#### 主題歌（ADP）
主題歌「羽よ背中に」
作詞・作曲・歌 - 新居昭乃 / 編曲 - 保刈久明
挿入歌「and you」
作詞・作曲 - NOE&山下太郎 / 編曲 - 保刈久明 / 歌 - ROCKY CHACK

### ゼーガペインSTA
『ゼーガペインSTA』（ゼーガペインエスティーエー）は2024年8月16日に劇場公開。TVシリーズと『ADP』を振り返る「レミニセンス編」と後日談「オルタモーダ編」の二部構成となる。

#### スタッフ（STA）
- 企画・制作 - サンライズ[35]
- 原作 - 矢立肇、伊東岳彦[35]
- 脚本 - 高山カツヒコ[35]
- キャラクターデザイン - 山下明彦、鈴木竜也、田頭真理恵[35]
- デザインディレクター - ハタイケヒロユキ[35]
- メカニックデザイン - 中原れい、神宮司訓之、やまだたかひろ、福島秀機、石渡マコト（ニトロプラス）、柳瀬敬之[35]
- オルタモーダデザイン原案 - 菊［kicdoc］[35]
- 色彩設計 - 柴田亜紀子[35]
- 美術 - 海野よしみ（プロダクション・アイ）[35]
- CGディレクター - 佐藤光裕[35]
- 撮影監督 - 髙倉誠[35]
- 編集 - 野尻由紀子[35]
- 音響監督 - 濱野高年[35]
- 音楽 - 大塚彩子[35]
- 監督 - 下田正美[35]
- 製作・配給 - バンダイナムコフィルムワークス[35]

## 小説

### ゼーガペイン 忘却の女王
著：日下部匡俊。原作：矢立肇、伊東岳彦。イラスト：幡池裕行。2009年6月19日に朝日ノベルズ（朝日新聞出版）より刊行。ISBN 978-4-02-273917-9。

### ゼーガペイン 喪失の扉
著：日下部匡俊。原作：矢立肇、伊東岳彦。イラスト：大貫健一。2011年12月20日に朝日ノベルズより刊行。ISBN 978-4-02-273972-8。

### エンタングル：ガール
著：高島雄哉。装画：あきづきりょう。
- 創元日本SF叢書：2019年8月31日発行（8月29日発売[38]）、ISBN 978-4-488-01836-8。
- 創元SF文庫：2022年4月8日発行（4月11日発売[39]）、ISBN 978-4-488-78502-4。

『エンタングル：ガール 舞浜南高校映画研究部』のタイトルでWebサイト『矢立文庫』にて2016年9月30日から2017年4月27日まで全7話・全30回が連載された。一人称から三人称に変更するなど大きく加筆・改稿が行われ、『エンタングル：ガール』のタイトルで2019年8月に創元日本SF叢書（東京創元社）より書籍版が刊行。巻末の解説を本作の主人公である守凪了子（カミナギ・リョーコ）をアニメで演じた花澤香菜が執筆している。2022年4月に創元SF文庫より文庫化され、文庫版には書き下ろし短編「ホロニックワールド・エンタングルメント」が追加収録されている。

## 関連商品
ゲームソフト
- ゼーガペイン XOR
- ゼーガペイン NOT

- BATTLE ROBOT魂
- スーパーロボット大戦X-Ω - 『ゼーガペイン』が参戦。
- スーパーロボット大戦DD - 『ゼーガペイン』『ゼーガペインADP』が参戦。

トレーディングカードゲーム
- サンライズクルセイド

書籍
- ゼーガペインアンソロジー AI ALWAYS ほか ISBN 978-4-8402-3633-1
  - メディアワークスより発売。『月刊コミック電撃大王』にて連載された。矢吹豪などによるアンソロジー。サンライズ公式となっているが、アニメ本編に比べるとギャグ、お色気（あるいは萌え）要素が強い。

- ゼーガペイン ビジュアルファンブック ISBN 978-4-7753-0522-5
- ゼーガペイン 忘却の女王
- ゼーガペイン 喪失の扉
- ゼーガペイン ファイル サルベージ ISBN 978-4775308523
- エンタングル：ガール

CD
- オープニングテーマ「キミヘ ムカウ ヒカリ」
- エンディングテーマ「リトルグッバイ」
- オリジナルサウンドトラック「TVアニメーション ゼーガペインO.S.T.」
- オリジナルサウンドトラック「TVアニメーション ゼーガペインO.S.T.2」
- ドラマCD「ゼーガペインaudio drama OUR LAST DAYS」
- アレンジサウンドトラック「森羅万象（ありとあらゆるもの）〜ピアノで語るゼーガペイン〜」

DVD
バンダイビジュアルより全9巻が発売。リバーシブルジャケット仕様で、毎回封入特典としてブックレットが付属。1・4・7巻は初回特典として3巻収納可能なBOXが付属。
Blu-ray BOX
『true tears』に続く「あなたの力でBD化プロジェクト」のアニメ編第2弾として、完全予約受注限定生産商品で『ゼーガペイン Blu-ray BOX』が発売された。
また、AnimeJapan2016にて放送10周年を記念して、Blu-ray BOXの一般発売が決定した。
ホビー
プラモデル
- 1/72 ゼーガペイン アルティール（バンダイ）

フィギュア
- ROBOT魂のものは当該項目を参照。
- 1/8 カミナギ・リョーコ（アルター）
- 1/8 カミナギ・リョーコ -Resurrection-（アルター）

パチスロ
- パチスロゼーガペイン（2013年、山佐）
- パチスロゼーガペイン2（2022年、山佐ネクスト）